# Тир (сеньория)
Сеньория Тир (фр. Seigneurie de Tyr) — полунезависимое владение крестоносцев, одно из четырёх главных вассальных сеньорий Иерусалимского королевства с 1124 по 1291 год.

## Предыстория
Город Тир был важным портом на палестинском побережье Фатимидского халифата в конце XI века. Город был расположен на полуострове, связанным с материком узкой полосой земли. Тир был окружён внушительными стенами и считался неприступным, но когда в мае 1099 года в Палестину вторглись крестоносцы, горожане, желая избежать вооружённого конфликта, предпочли не ввязываться в войну с ними и даже оказали помощь, в частности, обеспечивали их едой. Подобная политика привела к тому, что участники Первого крестового похода обошли Тир стороной, не желая в свою очередь тратить силы и время на взятие города.
Первую попытку захвата Тира крестоносцы предприняли в 1107 году, но вскоре первый король Иерусалима Балдуин I Иерусалимский отказался от осады. После падения Триполи и Бейрута сотни мусульман бежали из этих городов в Тир, который оставался анклавом Фатимидов. В декабре 1111 года Балдуин I вновь осадил Тир, но защитники разрушили его осадную башню при помощи железных грейферов, изготовленных беженцем из Триполи. В результате 12 апреля 1112 года крестоносцы были вынуждены снять осаду. Тем не менее, они взяли под контроль большинство деревень в окрестностях города.
В 1123 году сельджукский бей Мардина Белек Гази из династии Артукидов захватил в плен в северной Сирии преемника Балдуина I, Балдуина II. Король был всё ещё заключён в тюрьму, когда венецианский флот из 120 кораблей под командованием дожа Доменико Микьеля достиг палестинского побережья. Латинский Патриарх Иерусалима патриарха Вармунда от имени короля заключил с дожем договор о завоевании Тира. Договор, известный как Pactum Warmundi, устанавливал право венецианцев владеть третью Тира и близлежащих деревень и отправлять правосудие над всеми, кто жил в их районе. Пакт также предоставлял им одну треть королевских доходов, собранных в городе.
В феврале 1124 года венецианцы и франки осадили город. Не получив поддержки от Фатимидов и близлежащих мусульманских правителей, город сдался 7 июля 1124 года. Большинство жителей-мусульманских покинули Тир, но многие из них остались и продолжали жить под властью франков и венецианцев, которые по пакту Вармунда завладели третью города и по крайней мере шестнадцатью деревнями в его окретсностях. Балдуин II, освободившись из плена и вернувшись в Иерусалим в 1125 году, потребовал изменения пакта Вармунда. Его договор с венецианцами обязывал их участвовать в защите королевства, превращая таким образом их владения в феод, предоставленный монархом за службу. В конце 1120-х годов Болдуин II разрешил пизанцам захватить пять домов возле гавани. Они также купили караван-сарай, скорее всего, у короля Иерусалима Амори I в 1168 году.
Чтобы выполнить свои военные обязательства перед королём, Венецианская республика передала своё владение в Тире венецианские патриции как наследственные имения с обязательством предоставлять на военную службу всадников в случае войны. Первоначально венецианцы должны были выставлять на службу как минимум пять рыцарей, но к 1180-м годам их число сократилось до трёх, что, скорее всего, стало следствием потери венецианцами собственности. В 1130-х годах венецианцы также были лишены своей доли платы за проезд, собранные у сухопутных ворот Тира.

## Территория
Сеньория Тир состояла из узкой полосы земли вдоль побережья и холмистого западного региона, занимая площадь около 450 км² и являясь одной из самых маленьких областей в королевстве Иерусалим. Её северная граница проходила по реке Кассимие. Южная граница была расположена примерно в 15 км к югу от Тира. Восточная граница проходила примерно в 20 км от побережья. В документах периода крестоносцев перечислено более 110 сёл и деревень в синьории, но фактическое число поселений было несколько выше. Большинство из них были расположены в западном регионе.
Феоды венецианских патрициев состояли из поместий в сельской местности и жилого дома в венецианском районе Тира, некоторые из них также включали в себя часть коммунальных доходов. Так, Витале Панталео получил две деревни (Dairrham и Gaifiha) и треть двух других деревень (Maharona и Cafardan) в дополнение к дому в городе и 60 безантам от сборов, собранных на рынке музыкальных инструментов. В 1240-х годах его дом принадлежал мужу женщины из семьи Панталео. Роландо из рода Контарини получил 12 деревень и долю в четырёх других деревнях, в дополнение к дому в городе. Поскольку Роландо Контарини умер бездетным до 1158 года, венецианский байло потребовал от его вдовы, Гвиды Градениго, вернуть феод республике, но она сопротивлялась и завещала владения своего мужа королю, чтобы обеспечить себе и феоду королевскую защиту. Гвида была богатой вдовой: она владела целой деревней, третью четырёх других деревень и собственным домом в Тире. После её смерти сельские владения Контарини были захвачены монархом.

## История
С 1124 по 1246 годы сеньория Тир была частью королевского домена, дважды передаваясь во владение вассалам короны Фульку Анжуйскому (1129—1131) и Конраду Монферратский (1187—1192, де-юре с 1190). Оба в дальнейшем стали королями Иерусалима. В 1242 году во время междуусобной войны крестоносцев Тир был захвачен Ибелинами. Первоначально он был передан во владение Балиану Ибелину, сеньору Бейрута, но в 1246 году регент Генрих I де Лузиньян, поддерживаемый Ибелином, официально передал синьорию на попечение Филиппу де Монфору. Все это имело сомнительную законность, но не было сомнений, что у Филиппа нет титула. Тем не менее, вскоре он начал называть себя «сеньором Тира и Торона».
В 1258 году, во время войны генуэзцев с венецианцами, Филипп изгнал венецианцев из Тира. После этого Тир стал штаб-квартирой генуэзцев в Иерусалимском королевстве, поскольку из Акры они были изгнаны венецианцами.
В 1268 году король Кипра Гуго III стал королём Иерусалима и немедленно предпринял шаги, чтобы упорядочить положение Тира, хотя о том, были ли переговоры инициированы им или Филиппом, неизвестно. В заключённом соглашении сестра короля Маргарита де Лузиньян вышла замуж за сына Филиппа Жана. Гуго наделил зятя Тиром, который Филипп передал добровольно. Соглашение содержало пункт, согласно которому если у синьора Тира не будет потомства, то город возвращается монарху, а корона выплатила бы Монфорам 150 000 сарацинских безантов в качестве компенсации расходов на укрепление и защиту Тира за все годы правления Филиппа.
В знак своей независимости Филипп и Жан чеканили медные монеты и заключали соглашения с мусульманами. Британский учёный и нумизмат Майкл Меткалф предполагает, что чеканка монет могла начаться в 1269 году, когда положение Филиппа было упорядочено, но это могло произойти и раньше, так как Филипп проводил свою собственную политику по крайней мере с 1258 года. В 1271 году Жан де Монфор заключил сепаратный договор с мамлюкским султаном Бейбарсом I, чтобы защитить Тир, за год до того, как Гуго III заключил аналогичный договор, чтобы защитить территорию вокруг Акры.
У Жана и Маргариты не было детей, и после смерти Жана в 1283 году Тир был возвращён короне. Не в силах выплатить предусмотренной договором компенсации, Гуго достиг соглашения с младшим братом Жана Онфруа де Монфором, сеньором Бейрута. Согласно ему Онфруа должен был временно владеть Тиром до тех пор, пока компенсация не будет выплачена, и, если оно не будет выплачена к маю 1284 года, удержать его навсегда. И Гуго, и Онфруа умерли до этой даты, и Тир оказался в итоге выморочным имуществом. Не известно, была ли компенсация выплачена наследникам Онфруа. Тогда Маргарита де Лузиньян была утверждена как синьора Тира.
Султан мамлюков Калаун аль-Мансур ясно дал понять, что намерен атаковать оставшиеся государства крестоносцев в 1285 году. Маргарита и её невестка Эскива д’Ибелин, правившая Бейрутом в одиночестве после смерти Онфруа, решили заключить перемирие с мамлюками. Текст договора Маргариты с Калауном сохранился до наших дней, подписанный «возвышенной леди, дамой Маргаритой, дочерью сэра Анри, сына принца Боэмунда, леди Тирской», и считается образцом ранней дипломатии мамлюков.
В конце 1280-х годов кипрский король Анри II передал синьорию Тир своему младшему брату Амори. Когда это произошло, точно неизвестно, но он стал синьором Тира не позднее 1289 года. Амори II владел Тиром, пока он не был захвачен мамлюками в 1291 году.

## Сеньоры Тира
- См. также: Сеньоры Тира
- 1124—1129 — Тир является частью королевского домена[33]
- 1129—1131 — Фульк Анжуйский (в дальнейшем король Иерусалима)[33]
- 1131—1187 — Тир является частью королевского домена[33]
- 1187—1192 — Конрад Монферратский (де-юре с 1190)[33]
- 1192—1246 — Тир является частью королевского домена[33]
- 1246—1269 — Филипп I де Монфор[36]
- 1269—1283 — Жан де Монфор[36]
- 1283—1284 — Онфруа де Монфор[38]
- 1284—1289? — Маргарита де Лузиньян[37]
- 1289?—1291 — Амори II де Лузиньян[38]
- 1291 — завоевание Тира мамлюками.